# Maerua
Maerua Forssk. è un genere di piante appartenente alla famiglia delle Capparacee.

## Tassonomia
Comprende le seguenti specie:
- Maerua acuminata Oliv.
- Maerua aethiopica (Fenzl) Oliv.
- Maerua andradae Wild
- Maerua angolensis DC.
- Maerua apetala (Roth) M.Jacobs
- Maerua arenaria Hook.f. & Thomson
- Maerua baillonii Hadj-Moust.
- Maerua boranensis Chiov.
- Maerua brevipetiolata Killick
- Maerua brunnescens Wild
- Maerua bussei (Gilg & Gilg-Ben.) R.Wilczek
- Maerua buxifolia (Welw. ex Oliv.) Gilg & Gilg-Ben.
- Maerua cafra (DC.) Pax
- Maerua calantha Gilg
- Maerua candida Gilg
- Maerua crassifolia Forssk.
- Maerua cylindrocarpa Hadj-Moust.
- Maerua decumbens (Brongn.) DeWolf
- Maerua denhardtiorum Gilg
- Maerua descampsii De Wild.
- Maerua dewaillyi Aubrév. & Pellegr.
- Maerua duchesnei (De Wild.) F.White
- Maerua edulis (Gilg & Gilg-Ben.) DeWolf
- Maerua elegans R.Wilczek
- Maerua eminii Pax
- Maerua endlichii Gilg & Gilg-Ben.
- Maerua erlangeriana Gilg & Gilg-Ben.
- Maerua filiformis Drake
- Maerua friesii Gilg & Gilg-Ben.
- Maerua gilgiana De Wild.
- Maerua gilgii Schinz
- Maerua gillettii Kers
- Maerua glauca Chiov.
- Maerua grantii Oliv.
- Maerua holstii Pax
- Maerua homblei De Wild.
- Maerua humbertii Hadj-Moust.
- Maerua intricata Kers
- Maerua juncea Pax
- Maerua kaessneri Gilg & Gilg-Ben.
- Maerua kaokoensis Swanepoel
- Maerua kirkii (Oliv.) F.White
- Maerua macrantha Gilg
- Maerua mendesii J.A.Abreu, E.S.Martins & Catarino
- Maerua mungaii Beentje
- Maerua nana R.A.Graham ex Polhill
- Maerua nervosa (Hochst.) Oliv.
- Maerua nuda Scott Elliot
- Maerua oblongifolia (Forssk.) A.Rich.
- Maerua paniculata Wild
- Maerua parvifolia Pax
- Maerua pintobastoae J.A.Abreu, E.S.Martins & Catarino
- Maerua polyandra R.A.Graham
- Maerua prittwitzii Gilg & Gilg-Ben.
- Maerua pseudopetalosa (Gilg & Gilg-Ben.) DeWolf
- Maerua puccionii Chiov.
- Maerua purpurascens Thulin
- Maerua racemulosa (DC.) Gilg & Gilg-Ben.
- Maerua robynsii R.Wilczek
- Maerua rosmarinoides (Sond.) Hochst. ex Pax
- Maerua salicifolia Wild
- Maerua scandens (Klotzsch) Müll.Berol. ex B.D.Jacks.
- Maerua schinzii Pax
- Maerua schliebenii Gilg-Ben.
- Maerua sessiliflora Gilg
- Maerua siamensis (Kurz) Pax
- Maerua somalensis Pax
- Maerua subcordata (Gilg) DeWolf
- Maerua triphylla A.Rich.